# 马龙他郎甸长官司
马龙他郎甸长官司是元朝和明朝时期云南省的一个土司，长官为普氏:126，治所在今新平彝族傣族自治县新化乡:423，1501年完成改土归流，设置新化州。

## 历史沿革
马龙、他郎本为两个部落，马龙在元江以北，他郎在元江以西:891-892。元宪宗时内附元朝，设置马龙千户所和他郎千户所，属宁州万户府。至元十三年（1276年），将马龙甸和他郎甸合并设置马龙千户所:127，属元江万户。二十五年（1288年）改属元江路，后设马龙他郎甸长官司，唯具体时间不明，仅知元末前已为建制:891-892。
明王朝进入云南后，马龙他郎甸长官普正归附明朝，随军从征有功，明太祖朱元璋令其仍守旧职:127。普正死后，洪武十七年（1384年），明太祖封普赐为马龙他郎甸副长官，直隶于云南布政司:423。洪武二十年（1387年），麓川思伦法攻打马龙他郎甸的摩沙勒寨（今新平县漠沙镇:158），西平侯沐英遣都督宁正率军抵御，斩杀麓川军1,500余级，是为摩沙勒之役。永乐十四年（1416年），设置摩沙勒巡检司。
宣德八年（1433年），摩沙勒寨万夫长刀瓮及弟刀眷紏率夷兵侵占马龙他郎甸长官司等衙门，明宣宗朱瞻基表示应先招抚，事不得已再发兵进讨，要求毋扰平民。正统二年（1437年），刀瓮不服招抚，再次造反，明英宗批准黔国公沐昂，调少量精兵用计擒捕刀瓮。
弘治十四年（1501年），马龙他郎甸长官使普源卒，无嗣，地方头目为争夺土司位互相杀戮，云南巡抚报请改马龙他郎甸长官司为新化州，设流官知州、同知各一员，以原长官司吏目为州吏目，马龙他郎甸完成改土归流。此外，授普源的族叔普润为土巡捕，新化州土巡捕在清初停袭:321。

## 土司列表
马龙他郎甸长官司自明朝洪武年间授为副长官，至清朝裁撤之间共118年，按民国《元江志稿》，土司职位自普赐至普源间共传袭四世，具体无考:317。另据《明实录》所载，马龙他郎甸曾有女性土司名为普者玄。
- 普赐
- 普者玄
- 普源